# Optikai lencsék leképzési hibái

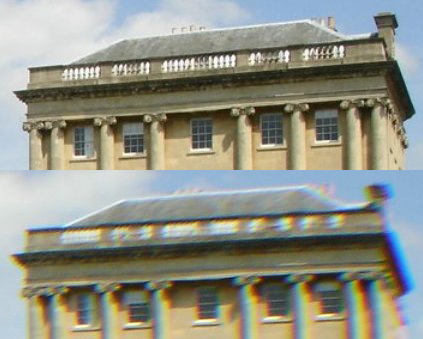
Jól megfigyelhető kromatikus aberrációk, különösen szembeötlő az épület jobb oldalán a tengerkék elszíneződés, mely a valóságban (fenti kép) nincs

Az optikai lencsék leképzési hibái az optikai lencsék képalkotása során keletkező jellegzetes hibák, képtorzítások.

## Típusai

### Szférikus aberráció
A szférikus aberráció (gömbi hiba) az optikai tengellyel párhuzamos és az objektív különböző magasságú övein (zónáin) átmenő fénysugarak az optikai tengely különböző pontjaiban alkotnak képet. Egy tárgypont képe a filmsík helyétől is függő, kisebb-nagyobb, kör alakú folt, ún. szóródási kör. Magyarán az optikai tengelytől távolabb áthaladó fénysugarak fókuszpontja eltér a belsőbb fénysugarakétól. Ennek a hibának az oka, hogy az egyszerűség és költséghatékonyság miatt gömbfelületűre gyártott lencsék felülete nem egyezik teljesen az ideális, a fénytörés törvényéből származtatható felülettel, csak megközelíti azt.

### Kromatikus aberráció

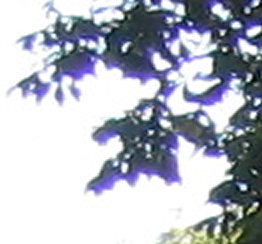
Kromatikus aberráció

A kromatikus aberráció (longitudinális vagy transzverzális színhiba) fennállása esetén a leképezett képnek színes szegélye van, bár a tárgynak nincs. Ennek oka, hogy a lencsék, akárcsak a prizmák, másképp törik meg a különböző hullámhosszúságú fénysugarakat. Javítása úgy történik, hogy gyűjtő- és szórólencsét tesznek egymás mögé, így az ellentétes diszperziók kijavítják a hibát. Csak 2, legfeljebb 3 színre lehetséges ez a javítás, mivel többre már megszűnne a lencserendszer törőképessége.

### Asztigmatizmus
Az asztigmatizmus (nem pontszerű leképezés) oka, hogy az optikai tengelytől viszonylag távol eső tárgypontból kiinduló fénysugarak közül a lencsén való áthaladás után a vízszintes síkban haladók nem azonos pontban egyesülnek, mint a függőleges síkban haladók. Ugyanúgy, mint a tükör esetén, még ha keskeny fénynyaláb esik is a lencsére, ha az optikai tengellyel nagy szöget zár be, nem egyetlen pontba képződik le, hanem két rövid, egymásra merőleges, éles vonallá húzódik össze. Az egyik vonal a lencséhez közelebb, a másik a lencsétől távolabb keletkezik. A két képvonalat a tárgypontból különböző irányban induló sugarak hozzák létre.

### Kóma
A kóma (üstököshiba) optikai értelemben egy lencsehiba, mely során a főtengelytől távoli pontból nagyon ferdén és nagy nyílásszögben érkező fénysugarak az ernyőn pontszerű kép helyett üstököscsóvához hasonlító fényfoltot alkotnak. A kóma oka az, hogy a tárgypontból kiinduló sugarak a lencsén különböző mértékű eltérítést szenvednek. A lencse külső részei által rajzolt szóródási körök középpontjai a fénysugár nagy beesési szöge esetén nem esnek egybe a lencse beljebb lévő részei által rajzolt szóródási körök középpontjaival, így a végeredmény nem egy szabályos szóródási kör, hanem az elméleti találkozási pontból kiinduló üstökösszerű csóva lesz. Elsősorban a nagy fényerejű, nagylátószögű objektíveknél figyelhető meg, leginkább a képmező széle felé. A teljesen szimmetrikus felépítésű objektívek gyakorlatilag kómamentesek. A kóma mértéke a nem szimmetrikus felépítésű objektívek esetében rekeszeléssel csökkenthető, illetve adott esetben ki is küszöbölhető.

### Képmezőelhajlás

Balra az eredeti kép, középen a hordó-, jobbra a párna alakú torzulás

A képmezőelhajlás (disztorzió) során a lencse optikai tengelyére merőleges, nagy kiterjedésű sík tárgy leképezése során a fénysugarak útja meghajlik az objektíven belül, a tárgyról keletkező képpontok ezáltal nem egy síkban, hanem (általában) görbe felületen keletkeznek. Ekkor két jellegzetes forma, hordó vagy párna alakú torzítás alakulhat ki. Ezeknél a nagyítás a kép különböző részein nem egyforma. A hordó alakú torzításnál a nagyítás középen nagyobb, mint a széleken, a párna alakúnál pedig fordítva, a széleken nagyobb.
Ezt a fajta leképezési hibát szokatlan képalkotása miatt gyakorta szándékosan idézik elő. A halszemoptika a hordó alakú torzulást használja ki, erősíti fel.

### A Petzval-feltétel
Arra, hogy a kép mégis sík legyen, Petzval József adott feltételt 1843-ban.
A Petzval-feltétel a tárgy és a kép görbületének kapcsolatát fejezi ki. Legyen a kép n, a tárgy n' törésmutatójú közegben. A kettő között pedig legyen több vékony lencse, az i. lencse törésmutatóit és fókusztávolságait {\displaystyle n_{i}} és {\displaystyle f_{i}} jelölje. Ekkor a tárgy és a kép ρ és ρ' görbülete között a következő összefüggés áll fenn:
{\displaystyle {\frac {1}{n\rho }}+{\frac {1}{n'\rho '}}=\sum {\frac {1}{n_{i}f_{i}}}}
Látható, hogy ha a tárgy sík (ρ = ∞), akkor a kép is sík lesz (ρ' = ∞), ha a jobb oldali összeg nulla. Ehhez természetesen szórólencsékre (negatív fókusztávolság) is szükség van.

### Egyéb képtorzulás
- Tükröződés

A sima fényes lencsefelületekre érkező fénysugarak egy része a lencsefelületekről visszaverődik, a lencsén irányt változtat és nem a meghatározott pontban éri el a elméleti egyesülési síkot. Minél több szabad lencsefelület van egy lencserendszerben, annál több a tükröződés. A soktagú lencserendszerekben már jelentős az így fellépő fényveszteség is. A tükröződés csökkentésére a szabad lencsefelületeket tükröződésmentesítő bevonattal látják el. A legegyszerűbb egyrétegű bevonat a máig alkalmazott Zeiss-féle T réteg. Manapság az objektívek többségét többrétegű (MC, SMC) bevonatokkal látják el.